# Authieule
Authieule est une commune française située dans le département de la Somme en région Hauts-de-France.

## Géographie

### Localisation
Authieule est un village picard de l'Amiénois limitrophe du Pas-de-Calais.
Limitrophe de Doullens, la commune est située à 9 km au sud-ouest de Pas-en-Artois, 28 km au nord d'Amiens, 34 km au sud-ouest d'Arras et à 38 km à l'est d'Abbeville, à vol d'oiseau.
Le territoire de la commune est limitrophe de ceux de deux communes.
Les communes limitrophes sont Doullens et Amplier.

### Réseau hydrographique
La commune est située dans le bassin Artois-Picardie. Elle est drainée par l'Authie et le Beaurepaire,.
L'Authie, d'une longueur de 108 km, prend sa source dans la commune de Coigneux et se jette  dans la Manche, son embouchure formant une vaste baie, comprise entre Fort-Mahon-Plage et Berck, typique des estuaires picards.

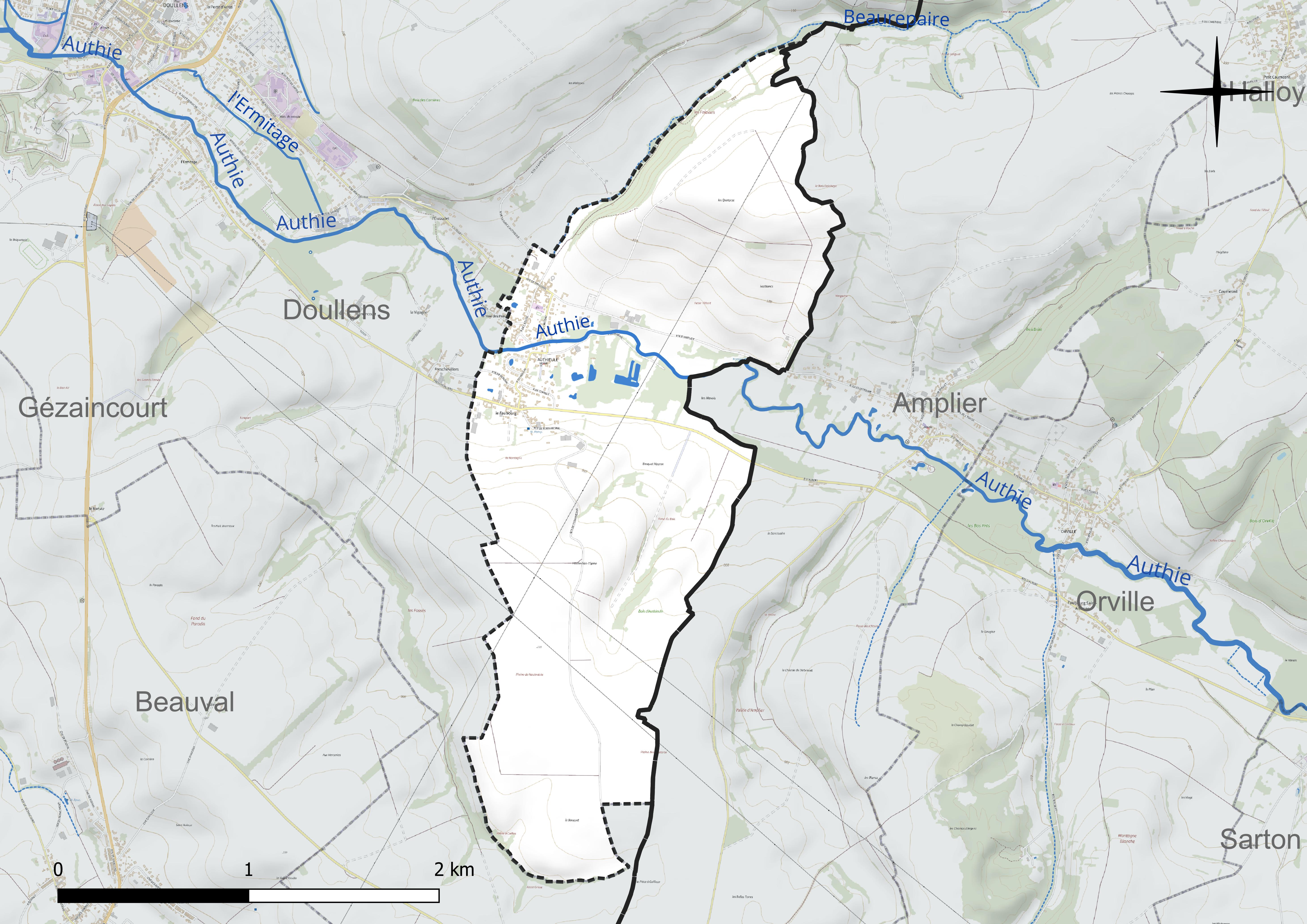
Réseau hydrographique d'Authieule.

### Gestion et qualité des eaux
Le territoire communal est couvert par le schéma d'aménagement et de gestion des eaux (SAGE) « Authie ». Ce document de planification concerne un territoire de 1 253 km2 de superficie, délimité par le bassin versant de l'Authie. Le périmètre a été arrêté le 5 août 1999 et le SAGE proprement dit est, en 2024, en cours d'élaboration. La structure porteuse de l'élaboration et de la mise en œuvre est le syndicat mixte Canche Et Authie.
La qualité des cours d'eau peut être consultée sur un site dédié géré par les agences de l'eau et l'Agence française pour la biodiversité.

## Climat
Pour des articles plus généraux, voir Climat des Hauts-de-France et Climat de la Somme.
En 2010, le climat de la commune est de type climat océanique dégradé des plaines du Centre et du Nord, selon une étude du CNRS s'appuyant sur une série de données couvrant la période 1971-2000. En 2020, Météo-France publie une typologie des climats de la France métropolitaine dans laquelle la commune est exposée à un climat océanique et est dans la région climatique Côtes de la Manche orientale, caractérisée par un faible ensoleillement (1 550 h/an) ; forte humidité de l'air (plus de 20 h/jour avec humidité relative > 80 % en hiver), vents forts fréquents.
Pour la période 1971-2000, la température annuelle moyenne est de 10,1 °C, avec une amplitude thermique annuelle de 14,3 °C. Le cumul annuel moyen de précipitations est de 796 mm, avec 12,7 jours de précipitations en janvier et 8,8 jours en juillet. Pour la période 1991-2020, la température moyenne annuelle observée sur la station météorologique la plus proche, située sur la commune de Saulty à 14 km à vol d'oiseau, est de 10,4 °C et le cumul annuel moyen de précipitations est de 899,7 mm,. Pour l'avenir, les paramètres climatiques de la commune estimés pour 2050 selon différents scénarios d'émission de gaz à effet de serre sont consultables sur un site dédié publié par Météo-France en novembre 2022.

## Urbanisme

### Typologie
Au 1er janvier 2024, Authieule est catégorisée petite ville, selon la nouvelle grille communale de densité à sept niveaux définie par l'Insee en 2022.
Elle appartient à l'unité urbaine de Doullens, une agglomération intra-départementale regroupant deux  communes, dont elle est une commune de la banlieue,,. Par ailleurs la commune fait partie de l'aire d'attraction d'Amiens, dont elle est une commune de la couronne,. Cette aire, qui regroupe 369 communes, est catégorisée dans les aires de 200 000 à moins de 700 000 habitants,.

### Occupation des sols
L'occupation des sols de la commune, telle qu'elle ressort de la base de données européenne d'occupation biophysique des sols Corine Land Cover (CLC), est marquée par l'importance des territoires agricoles (92,4 % en 2018), une proportion sensiblement équivalente à celle de 1990 (92,5 %). La répartition détaillée en 2018 est la suivante : 
terres arables (70,7 %), prairies (15,7 %), zones urbanisées (7,4 %), zones agricoles hétérogènes (6,1 %), forêts (0,1 %). L'évolution de l'occupation des sols de la commune et de ses infrastructures peut être observée sur les différentes représentations cartographiques du territoire : la carte de Cassini (XVIIIe siècle), la carte d'état-major (1820-1866) et les cartes ou photos aériennes de l'IGN pour la période actuelle (1950 à aujourd'hui).

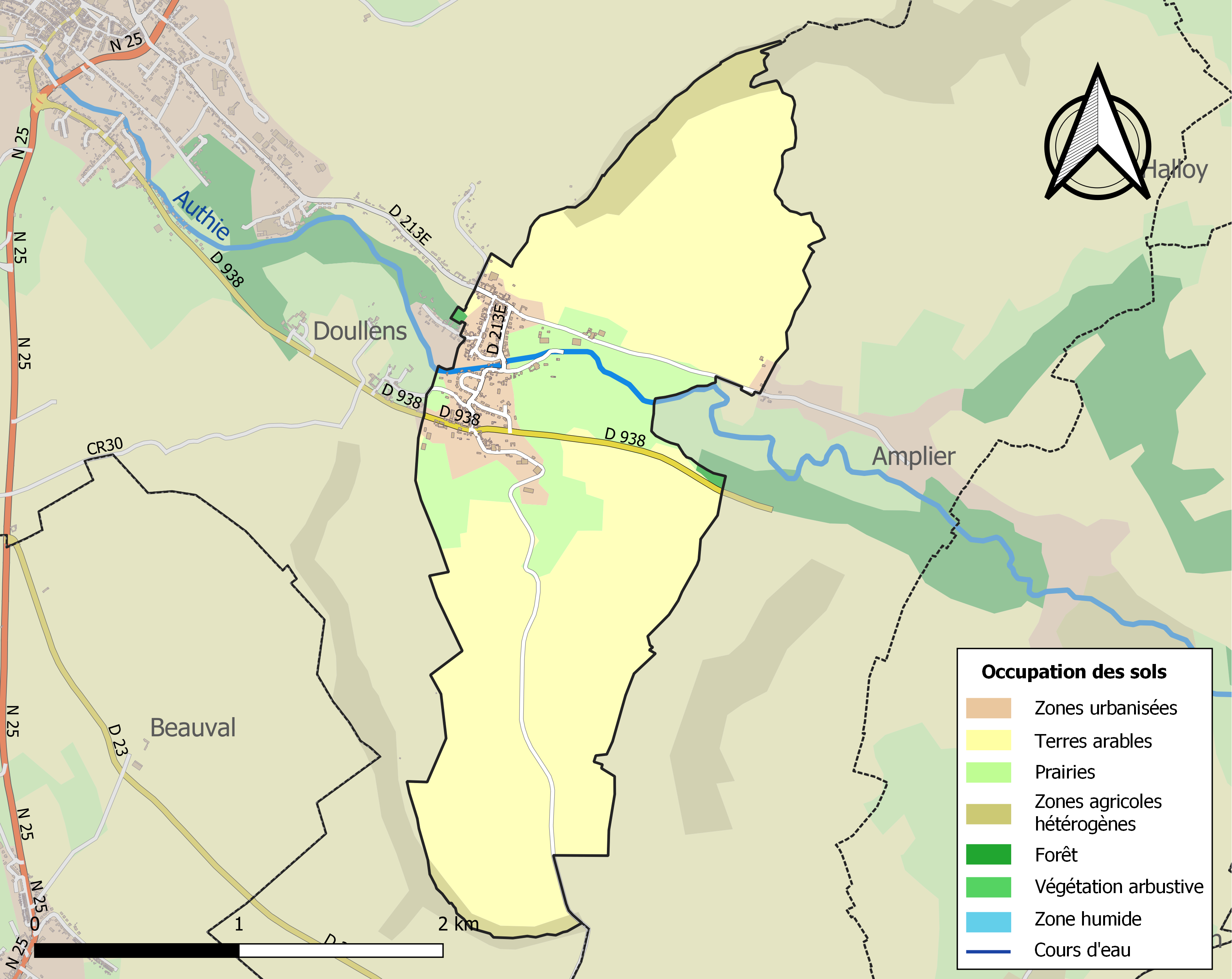
Carte des infrastructures et de l'occupation des sols de la commune en 2018 (CLC).

## Toponymie
Le nom de la localité est attesté sous la forme Alteiola en 1090.
Son nom est issu de la rivière d'Authie.

## Histoire
Authieule, appelée également Anthieule est sous la France d'ancien régime, avant la Révolution française, le siège d'une seigneurie détenue au XVIe siècle par la famille Gargan (voir section Personnalités ci-dessous).

## Politique et administration
| Période                                  | Période  | Identité         | Étiquette | Qualité   |
| ---------------------------------------- | -------- | ---------------- | --------- | --------- |
| Les données manquantes sont à compléter. |          |                  |           |           |
| mars 2001                                | 2008     | Lionel Manner    |           |           |
| mars 2008                                | mai 2020 | Michel Herbin    |           |           |
| mai 2020                                 | 2024     | Vincent Dochy    |           | Démission |
| avril 2024                               | En cours | Frédéric Legault |           |           |

## Population et société

### Démographie
L'évolution du nombre d'habitants est connue à travers les recensements de la population effectués dans la commune depuis 1793. Pour les communes de moins de 10 000 habitants, une enquête de recensement portant sur toute la population est réalisée tous les cinq ans, les populations de référence des années intermédiaires étant quant à elles estimées par interpolation ou extrapolation. Pour la commune, le premier recensement exhaustif entrant dans le cadre du nouveau dispositif a été réalisé en 2004.

En 2022, la commune comptait 397 habitants, en évolution de −3,17 % par rapport à 2016 (Somme : −1,26 %, France hors Mayotte : +2,11 %).
| 1793 | 1800 | 1806 | 1821 | 1831 | 1836 | 1841 | 1846 | 1851 |
| ---- | ---- | ---- | ---- | ---- | ---- | ---- | ---- | ---- |
| 230  | 257  | 269  | 299  | 353  | 384  | 373  | 368  | 354  |

| 1856 | 1861 | 1866 | 1872 | 1876 | 1881 | 1886 | 1891 | 1896 |
| ---- | ---- | ---- | ---- | ---- | ---- | ---- | ---- | ---- |
| 322  | 347  | 407  | 372  | 378  | 290  | 304  | 347  | 330  |

| 1901 | 1906 | 1911 | 1921 | 1926 | 1931 | 1936 | 1946 | 1954 |
| ---- | ---- | ---- | ---- | ---- | ---- | ---- | ---- | ---- |
| 308  | 336  | 296  | 267  | 268  | 260  | 256  | 258  | 265  |

| 1962 | 1968 | 1975 | 1982 | 1990 | 1999 | 2004 | 2006 | 2009 |
| ---- | ---- | ---- | ---- | ---- | ---- | ---- | ---- | ---- |
| 250  | 247  | 283  | 300  | 319  | 356  | 340  | 329  | 360  |

| 2014 | 2019 | 2022 | - | - | - | - | - | - |
| ---- | ---- | ---- | - | - | - | - | - | - |
| 399  | 408  | 397  | - | - | - | - | - | - |

### Enseignement
Le village n'a plus d'école. La compétence scolaire est gérée par la communauté de communes.

## Culture locale et patrimoine

### Lieux et monuments
- Église Saint-Vaast à clocher-mur ou campenard.

.
- Monument aux morts, orné d'un coq gaulois.
- Camping, au bord de l'Authie.

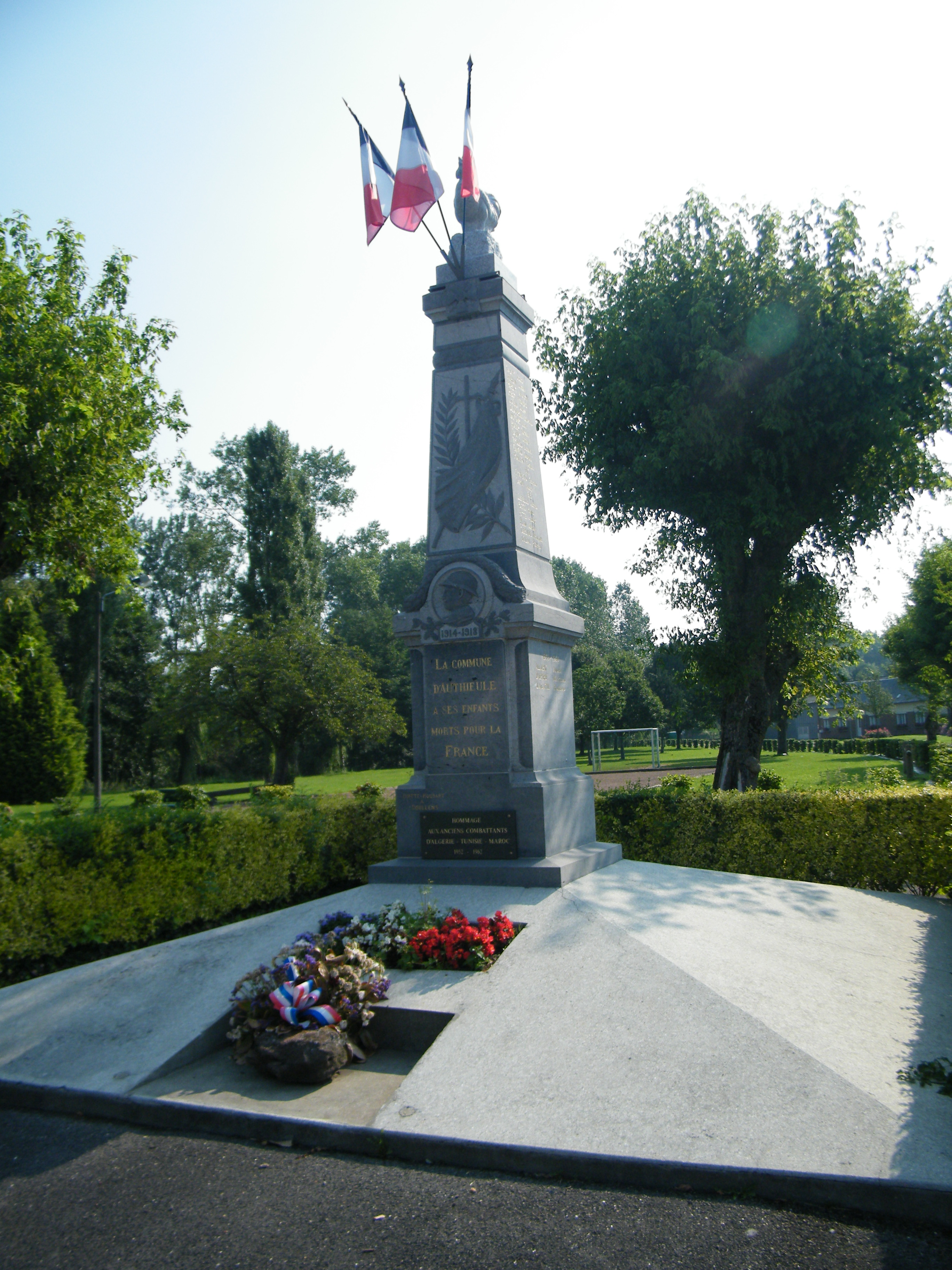
Monument aux morts.
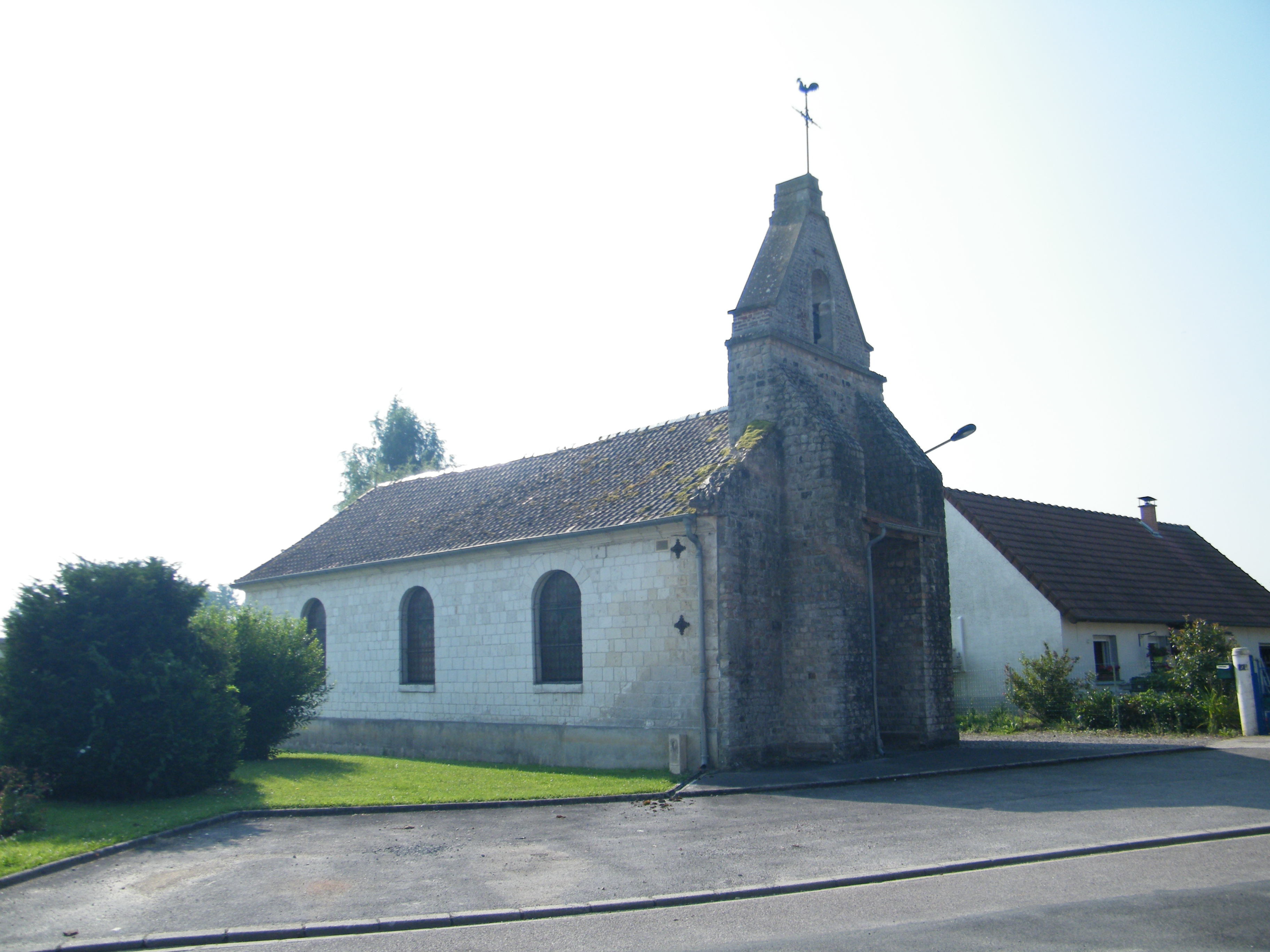
L'église.
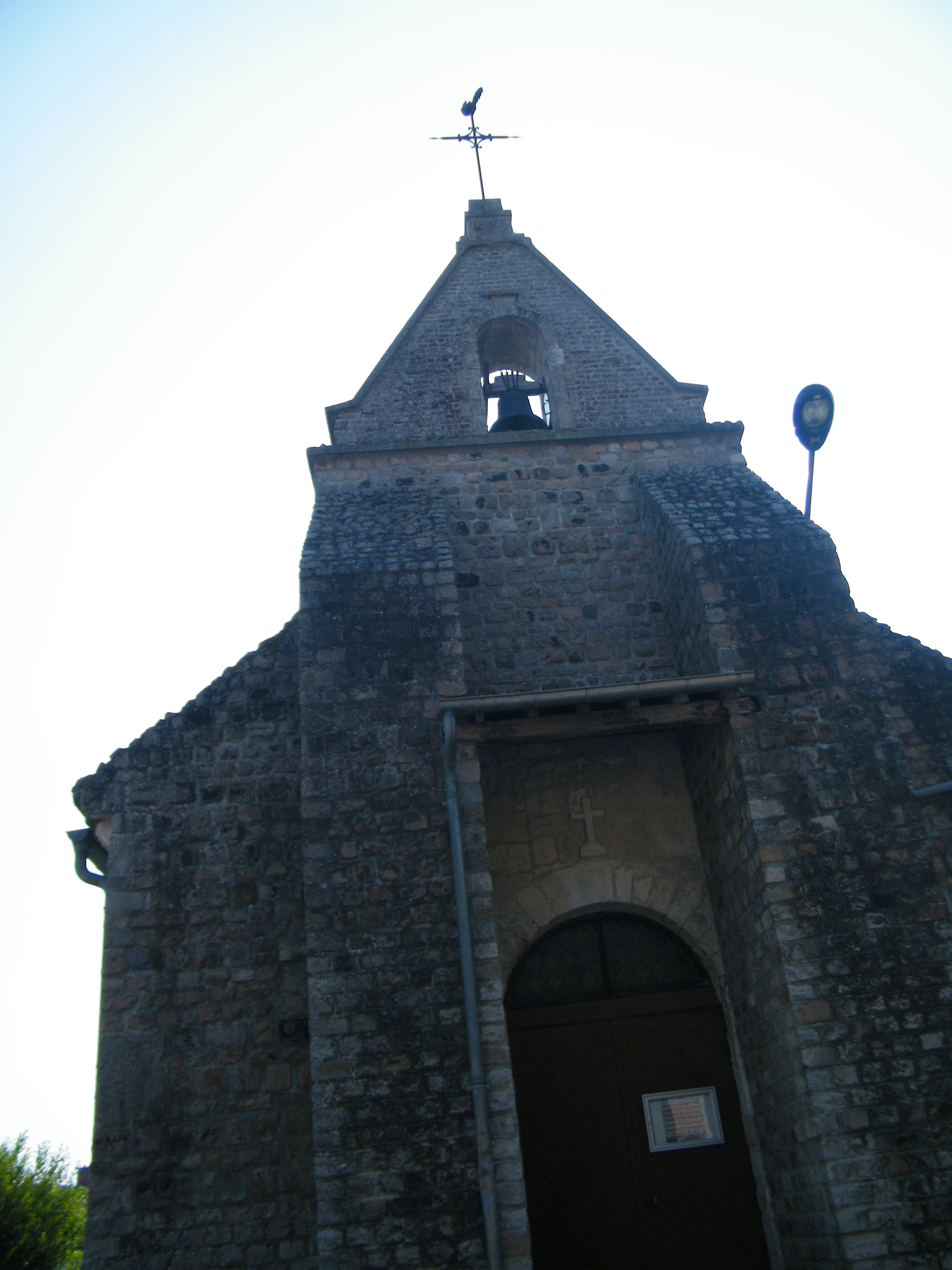
Vue du clocher à campenard.

### Héraldique
| Blason de Authieule | Blason  | D'argent au chevron de gueules chargé de trois roses d'or. |
| Blason de Authieule | Détails | Le statut officiel du blason reste à déterminer.           |

## Pour approfondir